# Julius Caldeen Gunter
Julius Caldeen Gunter, född 31 oktober 1858 i Fayetteville, Arkansas, död 26 oktober 1940 i Denver, var en amerikansk demokratisk politiker och jurist. Han var guvernör i delstaten Colorado 1917–1919.
Gunter utexaminerades 1879 från University of Virginia, flyttade till Colorado och inledde sin karriär som advokat i staden Trinidad. Han tjänstgjorde som domare i Colorados högsta domstol 1905–1907.
I guvernörsvalet 1916 vann Gunter mot ämbetsinnehavaren George Alfred Carlson. Under första världskriget profilerade sig Gunter som en förespråkare för de tyska invandrarnas sak. Enligt honom kunde en amerikan vara född var som helst. Samtidigt visade guvernören sitt stöd för de amerikanska trupperna i första världskriget. Demokraterna i Colorado övervägde inte ens Gunter som kandidat i guvernörsvalet 1918 i och med att bilden av honom i medierna var tyskvänlig och kandidatnomineringen inträffade under pågående krig.
Anglikanen Gunter gravsattes på Fairmount Cemetery i Denver.